# Let It Be... Naked
Let It Be… Naked è la versione remixata dell'album Let It Be dei Beatles, contenente anche brani inediti, pubblicata il 17 novembre 2003.

## Storia
Il progetto Let It Be... Naked fu partorito da Paul McCartney quando, nel pianificare di mettere il film Let It Be su DVD, ripensò alle incisioni originali prive di sovraincisioni. Il musicista volle perciò proporre al pubblico Let It Be nella forma in cui i Beatles lo avevano concepito secondo l’idea originaria di mostrare il gruppo in esecuzioni senza trucchi o effetti realizzati in studio durante le operazioni di mixaggio. I nastri incisi nel 1969 per il progetto Get Back e per quello che l’anno successivo sarebbe diventato l’LP Let It Be erano stati, infatti, ampiamente arrangiati dal produttore Phil Spector, in modi non sempre condivisi dai Beatles. In particolare, McCartney si era sempre detto molto insoddisfatto del risultato di Let It Be e di The Long and Winding Road, quest’ultima appesantita da Spector con orchestrazioni e cori senza che l’autore fosse stato consultato. Naked ripropone le due composizioni nella loro forma originale. Lo stesso avviene per Across the Universe, che nella riedizione del 2003 vede nello sfondo del tessuto sonoro il sitar suonato da George Harrison. In Naked appare anche il brano Don't Let Me Down, escluso dalla versione del 1970; anche in questo caso, la versione presente in Naked è diversa da quella precedentemente pubblicata. Sono stati invece esclusi da questa riedizione i brani Dig It e Maggie Mae.
Nella riedizione in studio dei nastri risalenti al 1969 si è fatto uso di tecnologie digitali molto avanzate, in particolare del software Pro Tools che ha permesso di cancellare rumori, di rimediare a inesattezze ed errori, e di eliminare deliberatamente tutte le sovraincisioni ad opera di Spector e l’infelice parte di basso di Lennon in The Long and Winding Road. Le nuove versioni, anche grazie alle tecnologie impiegate, hanno guadagnato in freschezza e brillantezza. Considerate le rimozioni del post arrangiamento, da più parti l’opera viene definita “de-Spectorizzata”.
Il progetto Let It Be... Naked è stato approvato anche da George Harrison prima della morte, da Yōko Ono e da Ringo Starr.

## Tracce

### Disco 1
Let It Be... Naked
1. Get Back - 2:34 (Lennon - McCartney)
2. Dig a Pony - 3:38 (Lennon - McCartney)
3. For You Blue - 2:28 (Harrison)
4. The Long and Winding Road - 3:34 (Lennon - McCartney)
5. Two of Us - 3:21 (Lennon - McCartney)
6. I've Got a Feeling - 3:31 (Lennon - McCartney)
7. One After 909 - 2:44 (Lennon - McCartney)
8. Don't Let Me Down - 3:19 (Lennon - McCartney)
9. I Me Mine - 2:21 (Harrison)
10. Across the Universe - 3:38 (Lennon - McCartney)
11. Let It Be - 3:54 (Lennon - McCartney)

### Disco 2
Fly on the Wall
Il secondo disco, intitolato Fly on the Wall e presente solo in alcune edizioni, contiene brani di conversazioni tra i membri del gruppo misti a prove di incisione. Alcuni di questi piccoli spezzoni dovevano essere inseriti nell'album originario, per ricreare lo spirito di una session, ma vennero poi esclusi in fase di mixaggio.
1. Conversazione.
2. Sun King - 0:17 (Lennon - McCartney)
3. Don't Let Me Down - 0:35 (Lennon - McCartney)
4. Conversazione.
5. One After 909 - 0:09 (Lennon - McCartney)
6. Conversazione.
7. Because I Know You Love Me So - 1:32 (Lennon - McCartney)
8. Conversazione.
9. Don't Pass Me By - 0:03 (Starkey)
10. Taking a Trip to Carolina - 0:19 (Starkey)
11. Improvvisazione di Lennon al pianoforte.
12. Conversazione.
13. Child of Nature - 0:24 (Lennon)
14. Back in the U.S.S.R. - 0:09 (Lennon - McCartney)
15. Conversazione.
16. Every Little Thing - 0:09 (Lennon - McCartney)
17. Don't Let Me Down - 1:01 (Lennon - McCartney)
18. Conversazione.
19. All Things Must Pass - 0:21 (Harrison)
20. Conversazione.
21. She Came In Through the Bathroom Window - 0:05 (Lennon - McCartney)
22. Improvvisazione di McCartney al basso.
23. Improvvisazione di McCartney al pianoforte.
24. Conversazione.
25. Get Back- 0:15 (Lennon - McCartney)
26. Conversazione.
27. Two of Us - 0:22 (Lennon - McCartney)
28. Maggie Mae - 0:22 (Tradizionale arr. Lennon - McCartney - Starkey - Harrison)
29. Fancy My Chances with You - 0:27 (Lennon - McCartney)
30. Conversazione.
31. Dig It - 0:31 (Lennon - McCartney - Harrison - Starkey)
32. Conversazione.
33. Get Back - 0:32 (Lennon - McCartney)
34. Conversazione.

## Formazione
The Beatles
- George Harrison – chitarra solista nelle tracce 2, 5, 6, 7, 8, 9, 11; voce nelle tracce 3, 9; armonie vocali nelle tracce 1, 8; chitarra ritmica nella traccia 1; chitarra acustica nella traccia 3; tambura e sitar nella traccia 10; cori nella traccia 11
- John Lennon – voce nelle tracce 2, 5, 6, 7, 8, 10; chitarra ritmica nelle tracce 2, 6, 7, 8; armonie vocali e chitarra solista nella traccia 1; chitarra slide nella traccia 3; basso nelle tracce 4, 11; chitarra acustica nelle tracce 5, 10; cori nella traccia 11
- Paul McCartney – voce nelle tracce 1, 4, 5, 6, 7, 11; armonie vocali nelle tracce 2, 8, 9; basso nelle tracce 1, 2, 6, 7, 8, 9; pianoforte nelle tracce 3, 4, 11; chitarra acustica nella traccia 5; maracas nella traccia 11
- Ringo Starr – batteria nelle tracce 1, 2, 3, 4, 5, 6, 7, 8, 9, 11; maracas nella traccia 10

Altri musicisti
- Billy Preston – piano elettrico nelle tracce 1, 2, 6, 7, 8